# Isonychus flaviventris
Isonychus flaviventris är en skalbaggsart som beskrevs av Moser 1921. Isonychus flaviventris ingår i släktet Isonychus och familjen Melolonthidae. Inga underarter finns listade i Catalogue of Life.